# Федерація лижного спорту України
Федерація лижного спорту України, або ФЛСФУ — національна федерація лижного спорту України, всеукраїнське громадське об'єднання, покликане популяризувати та сприяти розвитку лижних видів спорту.

## Історія організації
Рішення про створення федерації прийняте 24 грудня 1952 року на Всеукраїнській установчій конференції. Першим її президентом став Фомін Сергій Кирилович — ветеран праці, учасник бойових дій у Другій світовій Війні, кандидат педагогічних наук, заслужений професор Національного університету фізичного виховання та спорту України. Він керував Федерацією в наступні 24 роки.
1992 року Федерація лижного спорту України стала членом Міжнародної федерації лижного спорту (англ. International Ski Federation, або FIS), відтак Федерація набула статусу національної федерації та офіційного представника Міжнародної федерації в Україні.
За роки діяльності ФЛСФУ підготовані понад тисячу науково-методичних робіт, зокрема 3 посібники для інститутів фізичної культури. Серед членів ФЛСУ 7 докторів наук, 11 мають звання професора, 23 — ступінь кандидата наук, 29 — звання доцентів, а також 2 — заслужені тренери СРСР, 17 заслужених тренерів України, 26 заслужених працівників фізичної культури та спорту України і 1 заслужений працівник освіти України.

### Досягнення
Серед найбільших досягнень членів Федерації лижного спорту України — срібна олімпійська медаль
Олександра Батюка і чемпіонські медалі Ірини Тараненко-Терелі.
2005 року Валентина Шевченко, здобувши малий кришталевий глобус, стала переможницею загального заліку Кубка світу у класичних дисциплінах. 2009 року спортсменка здобула бронзову медаль на чемпіонаті світу у Ліберці.

## Структура організації
У структурі Федерації лижного спорту України діють 4 відділи за напрямками:
- стрибки з трампліна і лижне двоборство
- лижні перегони
- гірськолижний спорт і сноубординг
- фристайл

## Члени постійних комітетів FIS від України
- Володимир Малежик — комітет FIS з лижних гонок;
- Андрій Нестеренко -підкомітет FIS з правил у лижних гонках;
- Юлія Фоміних — підкомітет FIS з правил та контролю у фристайлі;
- Ігор Сидорко — технічний делегат FIS;
- Юлія Сипаренко — підкомітет FIS з гірськолижних трас та інспекторства, комітет з PR та ЗМІ.